# Nangra ornata
Nangra ornata är en fiskart som beskrevs av Roberts och Ferraris, 1998. Nangra ornata ingår i släktet Nangra och familjen Sisoridae. IUCN kategoriserar arten globalt som otillräckligt studerad. Inga underarter finns listade i Catalogue of Life.